# سان‌فرانسیسکو (ترانه کسکادا)
«سان فرانسیسکو» (به انگلیسی: San Francisco) تک‌آهنگی از کسکادا است که در سال ۲۰۱۱ میلادی منتشر شد.